# خوسيه غونسالفيس
خوسيه غونسالفيس (بالبرتغالية: José Gonçalves‏) (17 سبتمبر 1985 بلشبونة في البرتغال - ) هو لاعب كرة قدم برتغالي في مركز الدفاع. شارك مع منتخب البرتغال تحت 21 سنة لكرة القدم. أما مع النوادي، فقد لعب مع نادي بازل ونادي ثون ونادي سانت غالن ونادي سيون ونادي فينترتور ونادي فينيزيا ونادي كاوناس ونادي نورنبرغ ونيو إنجلاند ريفولوشن وهارت أوف ميدلوثيان ويافردون سبور ‏.

## وصلات خارجية
- خوسيه غونسالفيس على موقع الدوري الأمريكي (الإنجليزية)
- خوسيه غونسالفيس على موقع قاعدة بيانات كرة القدم.إي يو (الإنجليزية)
- خوسيه غونسالفيس على موقع ليكيب (الفرنسية)
- خوسيه غونسالفيس على موقع Soccerbase.com (لاعب) (الإنجليزية)
- خوسيه غونسالفيس على موقع Soccerway.com (الإنجليزية)
- خوسيه غونسالفيس على موقع عالم كرة القدم.نت (الإنجليزية)
- خوسيه غونسالفيس على موقع AS.com (الإسبانية)
- خوسيه غونسالفيس على موقع GSA (الإنجليزية)